# Rifaximina
La rifaximina és un antibiòtic semisintètic derivat de la rifampicina amb un ampli espectre antibiòtic contra bacteris grampositius i gramnegatius aeròbics i anaeròbies. En ser administrat per via oral l'absorció intestinal és menyspreable (<0,4%) per la qual cosa s'utilitza per a tractaments localitzats al tracte intestinal. S'empra en la medicina humana per al tractament de malalties intestinals com ara el sobrecreixement bacterià de l'intestí prim, la síndrome de l'intestí irritable, encefalopatia hepàtica, colitis ulcerosa, malaltia diverticular, diverticulitis aguda i la colitis pseudomembranosa.
El mecanisme d'acció consisteix en inhibir la síntesi de l'ARN bacterià, dificultant així la multiplicació de l'agent infecciós, en bacteris susceptibles en unir-se a l'enzim ARN polimerasa. Aquesta unió bloqueja la translocació, que atura la transcripció. Es comercialitza a Espanya com a Spiraxin.
A part del seu efecte bactericida i bacteriostàtic, la rifampicina produeix altres efectes sobre la microbiota intestinal, com ara la disminució de la resposta inflamatòria intestinal inhibint l'activació del factor nuclear (NF)-κB via el receptor X de pregà (PXR) i reduint la expressió de les citocines inflamatòries interleucina (IL)-1B i el factor de necrosi tumoral alfa (TNFα).

## Usos mèdics

### Diarrea del viatger (TD)
La rifaximina s'utilitza per tractar la diarrea del viatger causada per certs bacteris (E. coli) en adults i nens d'almenys 12 anys. Tracta la diarrea del viatger aturant el creixement dels bacteris que causen la diarrea. La rifaximina no s'ha d'aplicar per tractar la diarrea del viatger amb sang o amb febre.

### Síndrome de l'intestí irritable (SII)
La rifaximina s'utilitza per al tractament de la síndrome de l'intestí irritable. Posseeix propietats antiinflamatòries i antibacterianes, i és un antibiòtic no absorbible que actua localment a l'intestí. Aquestes propietats el fan eficaç per alleujar els símptomes funcionals crònics de la síndrome de l'intestí irritable (SII) de tipus no restrenyiment. Sembla que conserva les seves propietats terapèutiques per a aquesta indicació, fins i tot després de cursos repetits. Està especialment indicat quan se sospita que un excés de bacteris de l'intestí prim està implicat en l'IBS d'una persona. Es pot obtenir alleujament o millora dels símptomes per als símptomes globals del SII, com ara: dolor abdominal, flatulència, inflor i consistència de les femtes. Un inconvenient és que poden ser necessaris cursos repetits per a la recaiguda dels símptomes.

### Altres
- Infecció per Clostridioides difficile
- Encefalopatia hepàtica
- Altres usos inclouen el tractament de: diarrea infecciosa, excés de bacteris a l'intestí prim, malaltia inflamatòria intestinal i malaltia diverticular.[9][8][10][11]

## Especial precaució
Els pacients han d'evitar l'ús de rifaximina si són al·lèrgics a la rifabutina, la rifampicina i la rifapentina. Pot fer que les vacunes atenuades (com la vacuna contra la tifoide) no funcionin bé. Els professionals sanitaris han d'estar informats sobre el seu ús abans de rebre qualsevol immunització. Les dones embarassades o en període de lactància han d'evitar prendre'l, ja que és un medicament de categoria C per a l'embaràs i pot danyar el fetus. Cal un ús prudent en persones amb cirrosi hepàtica que tenen una puntuació de Child-Pugh de severitat de classe C.